# Otočić Prežba
Otočić Prežba är en ö i Kroatien.   Den ligger i länet Dubrovnik-Neretvas län, i den södra delen av landet, 300 km söder om huvudstaden Zagreb. Arean är 2,8 kvadratkilometer.
Terrängen på Otočić Prežba är lite kuperad. Öns högsta punkt är 401 meter över havet. 